# مخفقة (أداة)

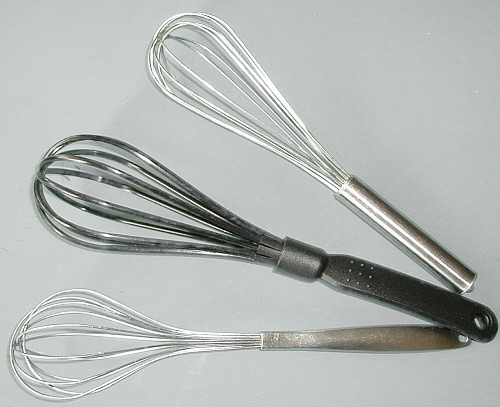
مخفقة بالونية الشكل (فرنسية).

المِخْفَقَة (الجمع: مَخَافِق، مِخْفَقَات) أو الخَفَّاقَة (الجمع: خفَّاقَات) أو المِخْوَض أو المخاضة هي أداة طبخ تستخدم في إعداد الطعام لمزج المكونات لتصبح رقيقة ناعمة، أو لمزج الهواء في الخليط، وتعرف هذه العملية بالخفق. تتكون معظم المخفقات من مقبض طويل نحيف مع سلسلة من حلقات الأسلاك بعضها مرتبط ببعض في نهاية أطرافها، وتكون هذه الأسلاك عادة من المعدن، وبعضها من البلاستيك . وبعضها مصنوع من الخيزران.

## مراجع

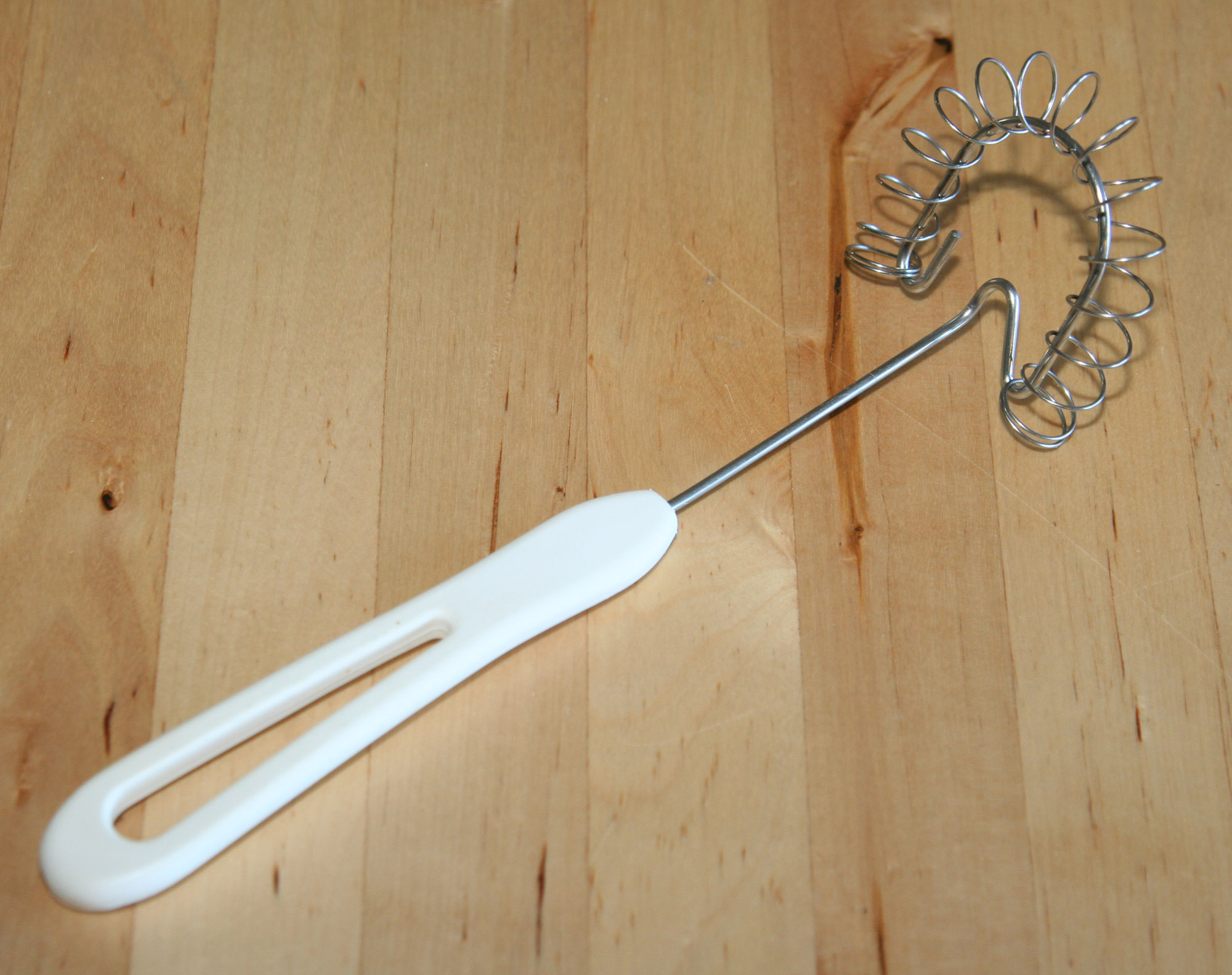
مخفقة صلصة اللحم.

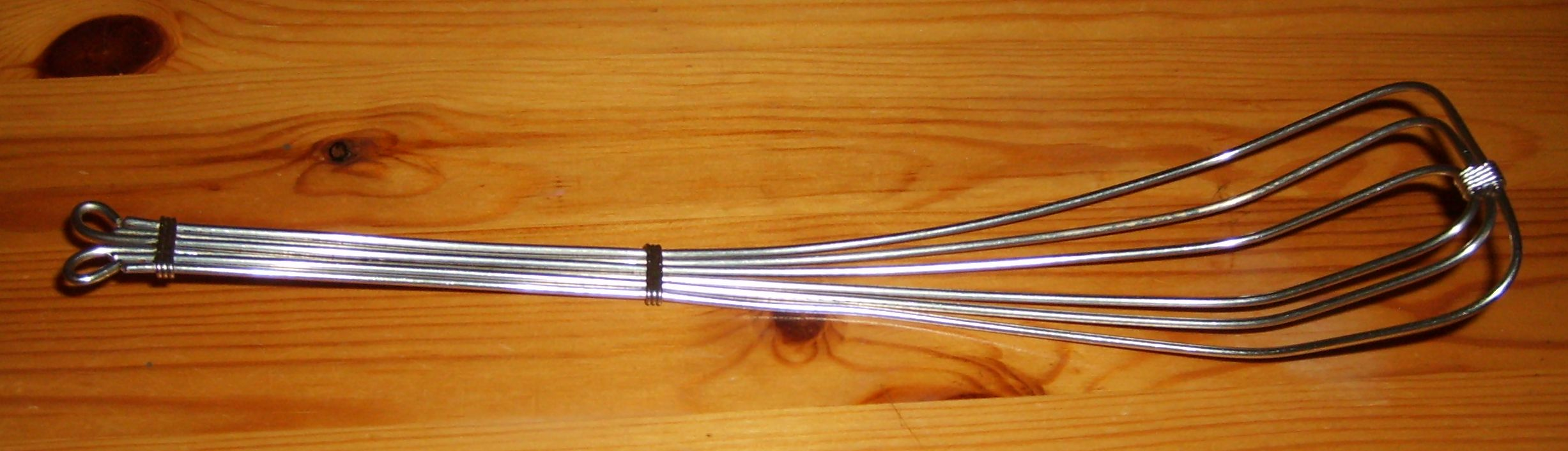
مخفقة مسطحة